# Вітольд Ценцкевич

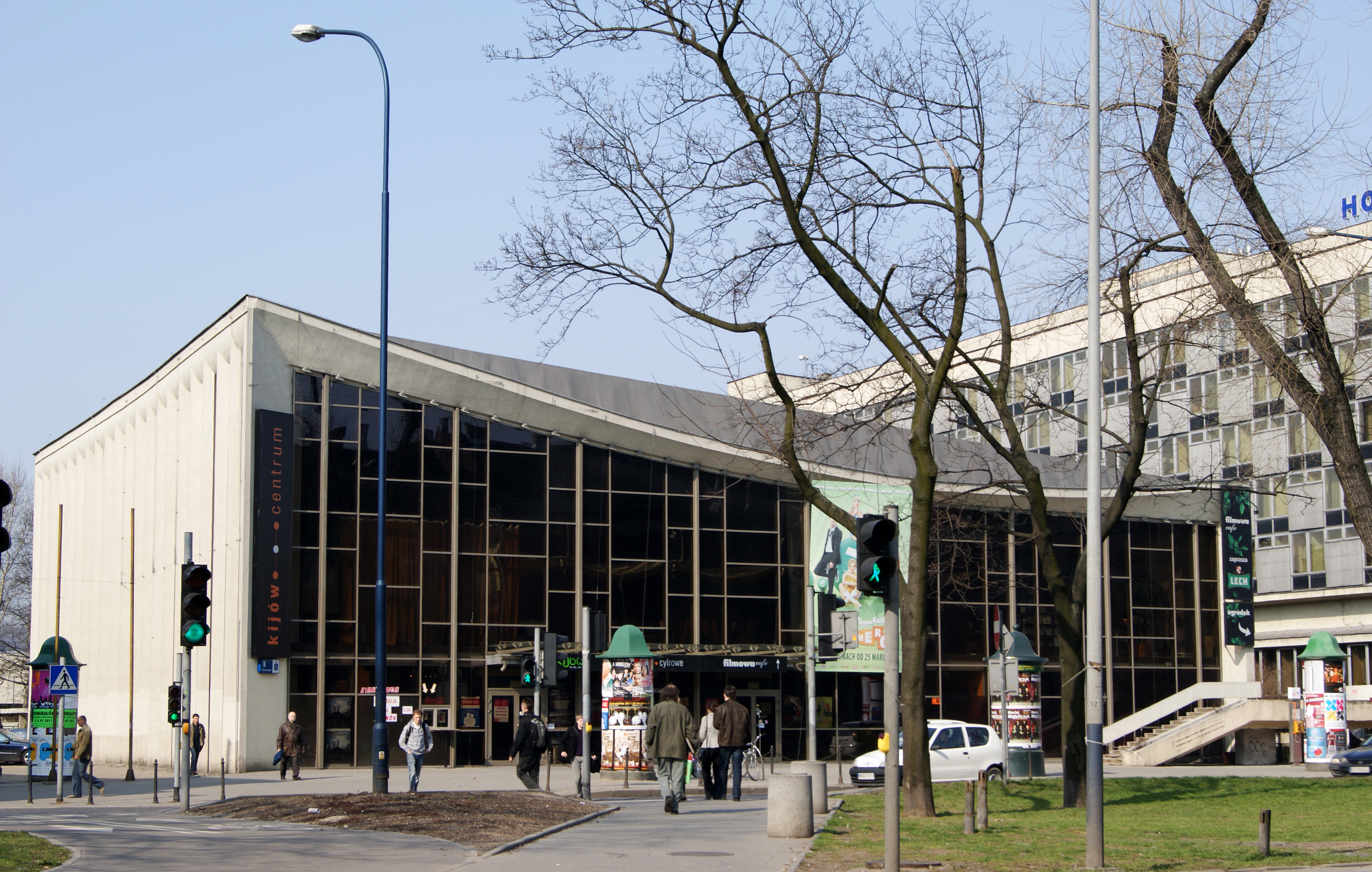
Кінотеатр «Київ» у Кракові

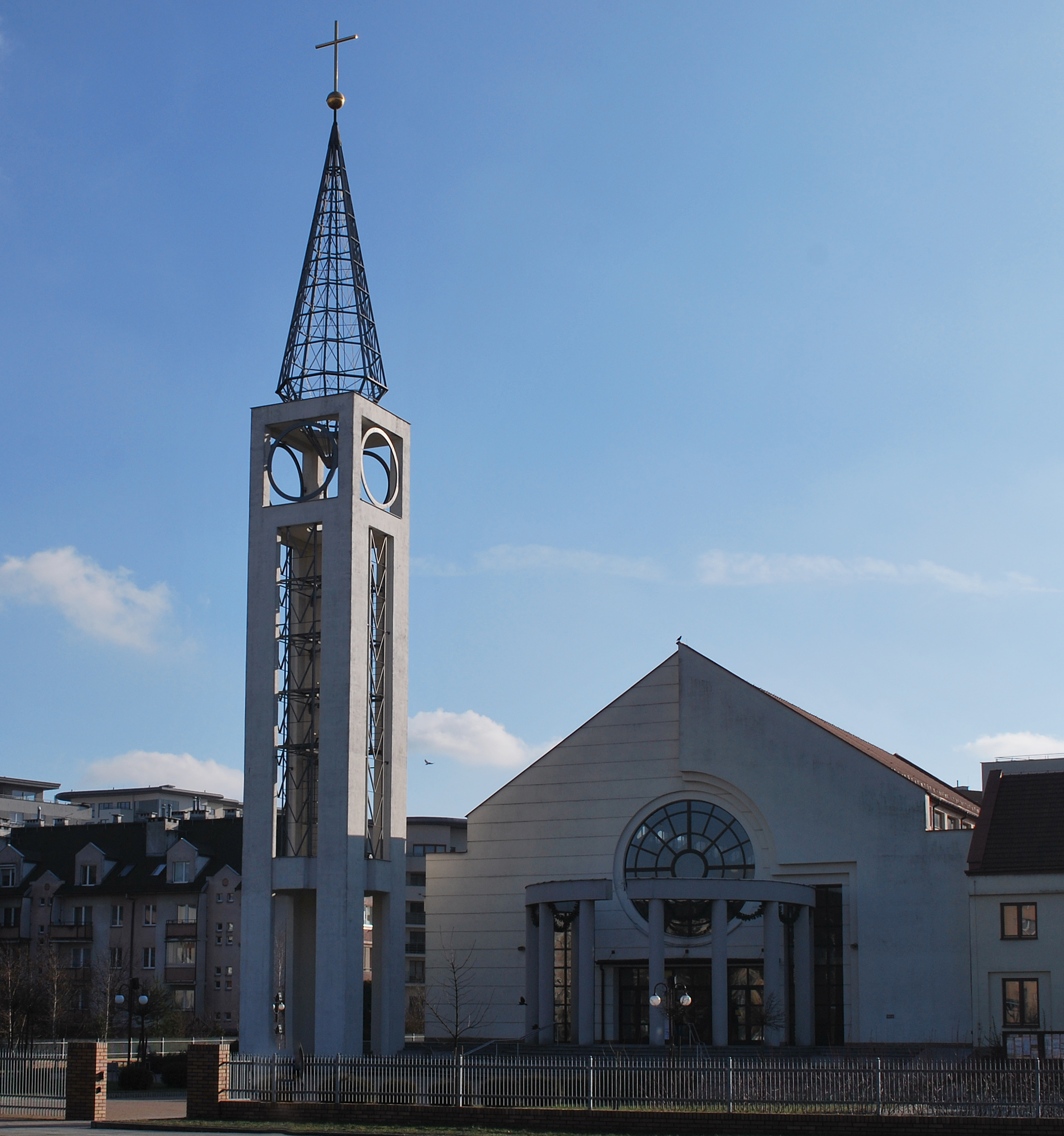
Церква Зіслання Святого Духа в Кракові

Вітольд Ценцкевич (пол. Witold Cęckiewicz; 24 квітня 1924, Нове-Бжесько, Польща — 18 лютого 2023) — польський архітектор, член Польської академії наук і Польської академії знань.

## Біографія
З 1955 по 1960 рік Вітольд Ценцкевич працював головним архітектором Кракова. З 1970 року був професором Краківського політехнічного інституту.
У 1983 році В. Ценцкевич був прийнятий у члени Польської академії наук і в 1989 році — Польської академії знань.
18 жовтня 1995 року був удостоєний звання доктора honoris causa Краківського політехнічного інституту.

## Головні роботи
- Церква Пресвятої Діви Марії Ченстоховської в місті Родаки;
- Церква святого Брата Альберта в Кракові;
- Церква Зіслання Святого Духа в Кракові;
- Санктуарій Божого Милосердя у Кракові;
- Церква Божого Милосердя у Кракові;
- Готель «Краковія» у Кракові;
- Кінотеатр «Київ» у Кракові;
- Пам'ятник Перемоги в Грюнвальдській битві;
- Пам'ятник Івану Павлу II у Кракові;
- Пам'ятник жертвам фашизму у Кракові.

## Нагороди
- Партизанський хрест (двічі) в 1944 році за участь в акціях Армії Крайової;
- Офіцерський хрест Ордена Відродження Польщі в 1961 році;
- Командорський хрест Ордена Відродження Польщі в 1974 році;
- Медаль Комісії Народної Освіти в 1989 році;
- Орден Святого Григорія Великого в 1999 році;
- Командорський хрест із Зіркою Ордена Відродження Польщі в 2001 році.